# Russische Kapelle (Bad Homburg)

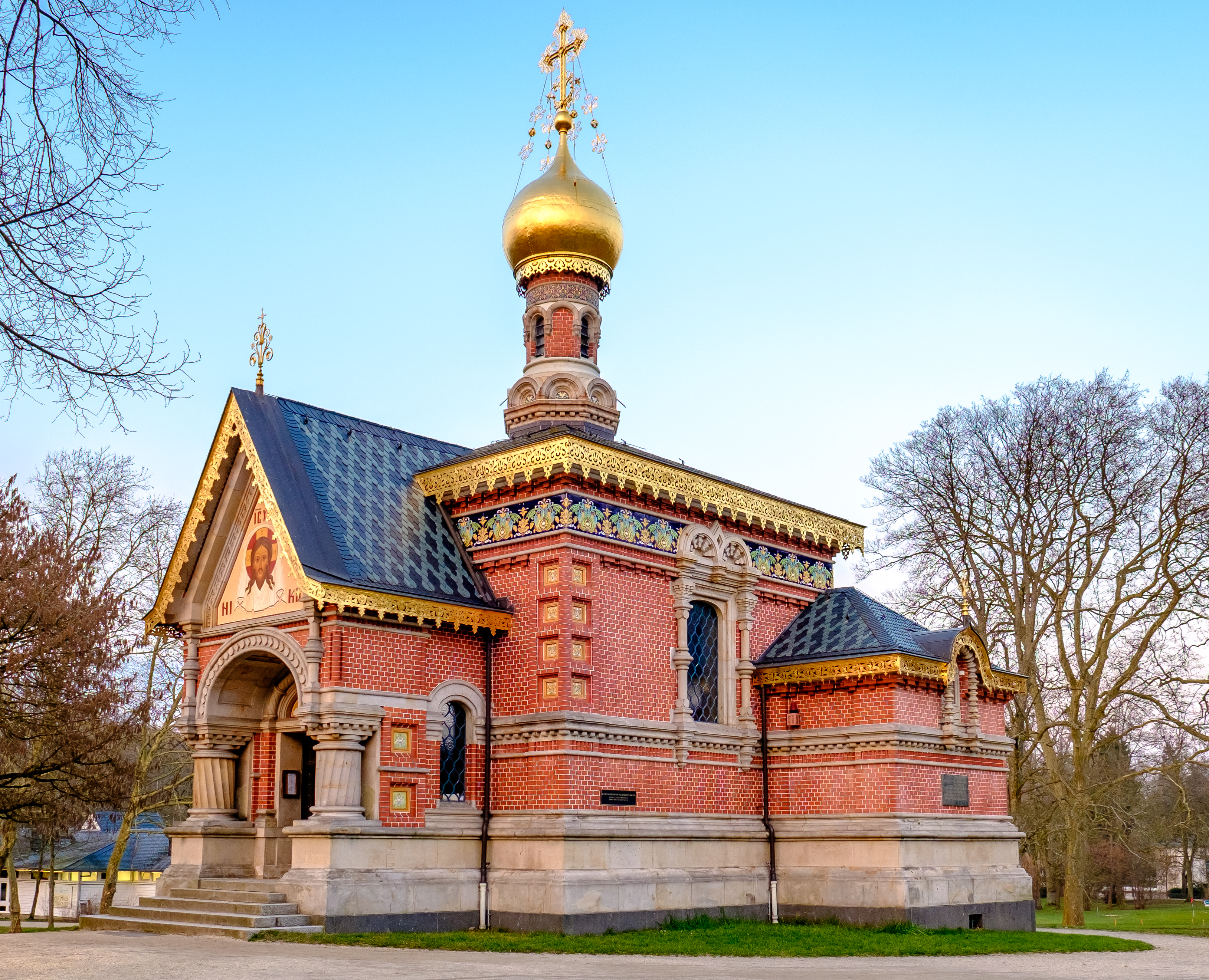
Russische Kapelle

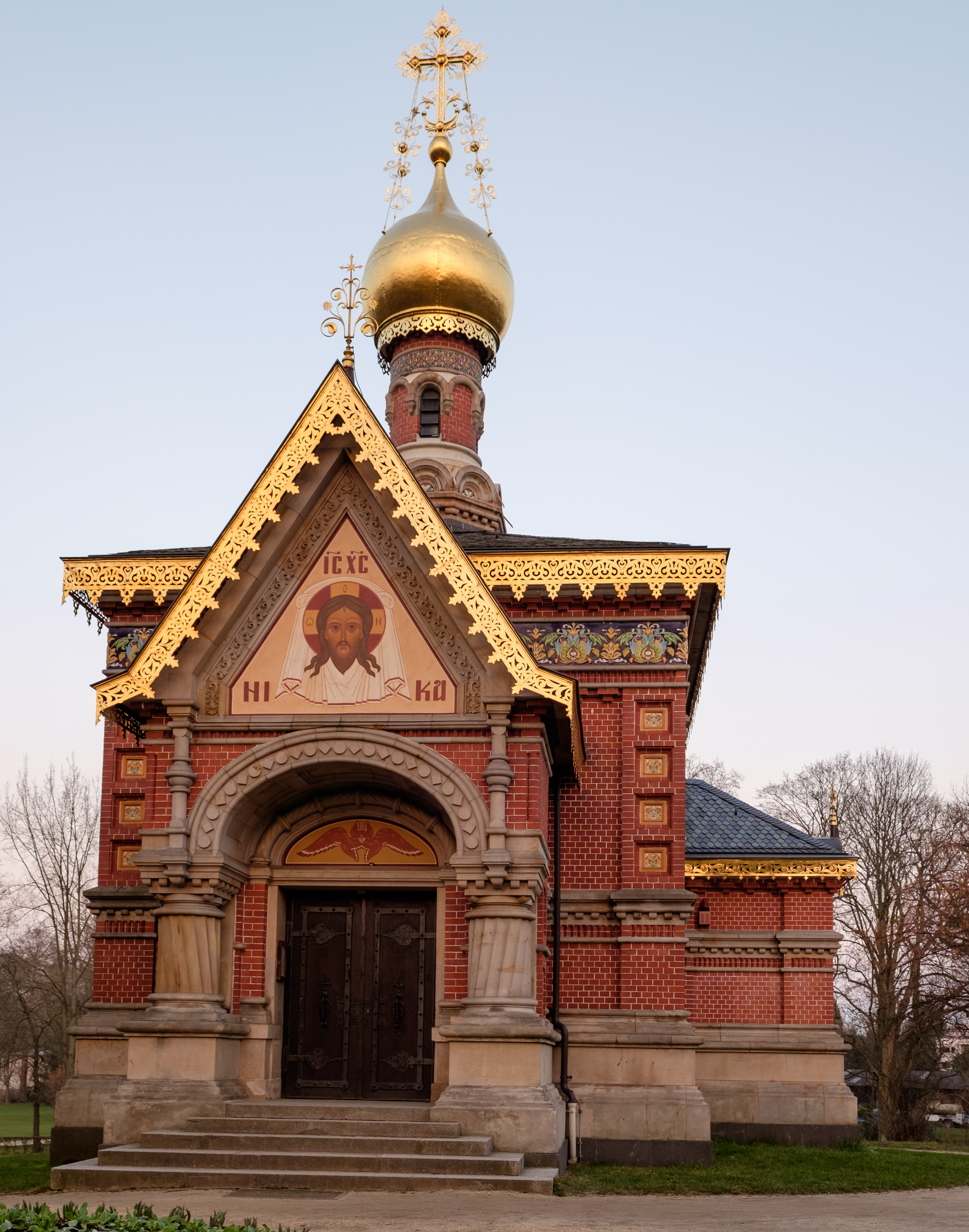
Eingangsportal

Rückseite der Kapelle

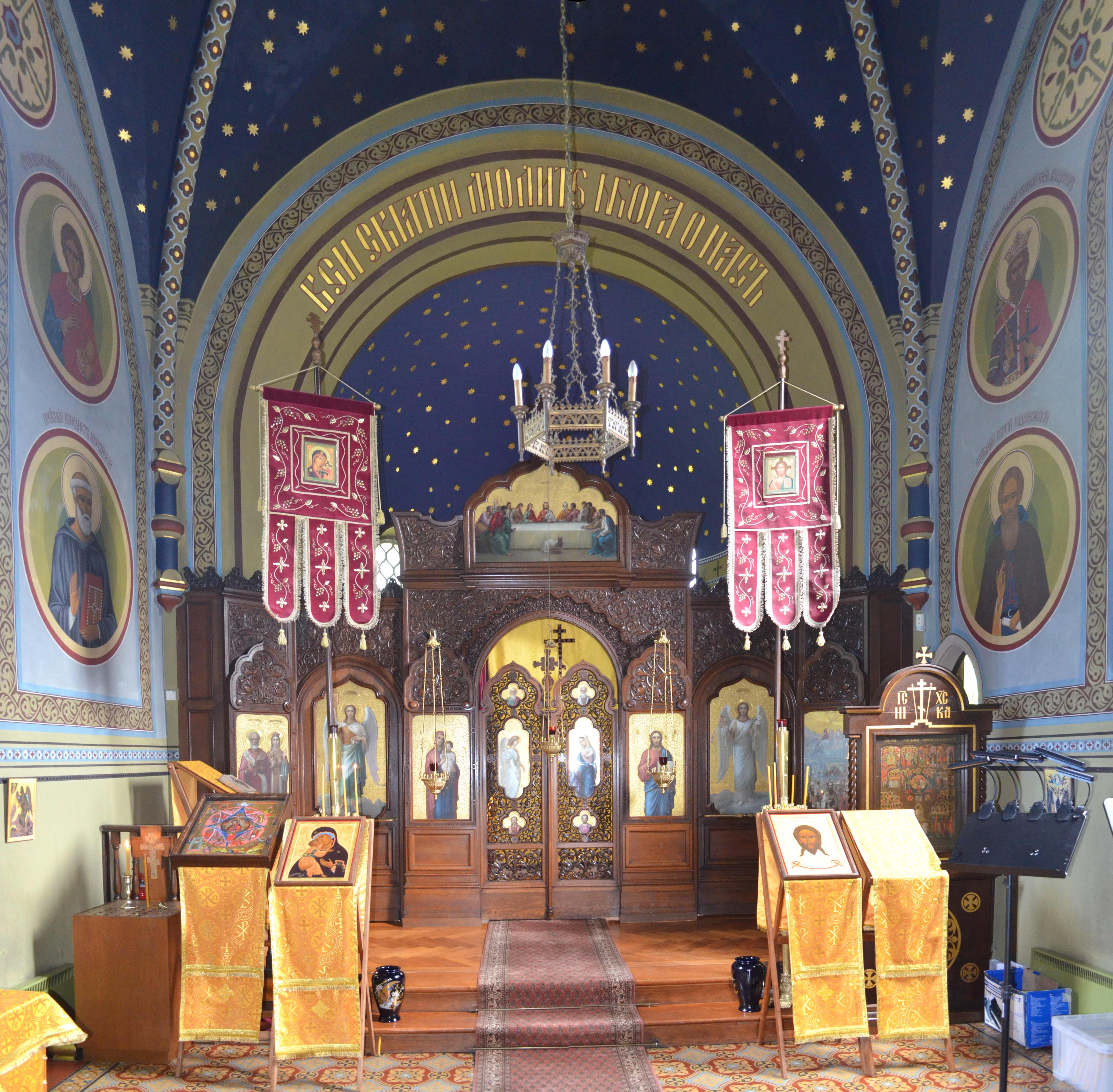
Innenansicht

Als Russische Kapelle wird die russisch-orthodoxe Allerheiligen-Kirche in Bad Homburg vor der Höhe bezeichnet. Das Gotteshaus wurde auf Initiative des russischen Staatsrats Alexej J. Proworoff von dem Sankt Petersburger Architekten Leonti Benois (1856–1928), dem Großvater Peter Ustinovs, entworfen und in den Jahren von 1896 bis 1899 unter Leitung von Baurat Louis Jacobi (1836–1910) an der Kaiser-Friedrich-Promenade im südlichen Teil des Bad Homburger Kurparks errichtet. Zuvor stand an dieser Stelle des Kurparks ein Gradierwerk, das sich heute in Bad Nauheim befindet.

## Geschichte
Staatsrat Proworoff (genannt der Rosenkavalier), der wie viele seiner Landsleute auch nach Schließung der Bad Homburger Spielbank häufig Kurgast war, beschaffte mit Unterstützung des Vorstehers der russischen Botschaftskirche in Berlin Erzpriester Alexej Maltzew und der Bruderschaft des heiligen Fürsten Wladimir e. V. Bratstwo die finanziellen Mittel für den Bau der Kapelle, die Stadt Homburg stellte den Baugrund im Kurpark zur Verfügung.
Am 16. Oktober 1896 wurde in Anwesenheit des russischen Zarenpaars Nikolaus II. und Alexandra Fjodorowna (geborene Alix von Hessen-Darmstadt) der Grundstein gelegt (diese Stelle ist außen an der Nordseite mit einem Kreuz markiert). Die Einweihung fand – ohne das Zarenpaar – am 22. September 1899 statt. Im Innenraum weisen zwei Messingschilder auf die Daten der Anwesenheit der kaiserlichen Familie hin.

## Architektur
Das Bauwerk ist im Stil der russischen Kirchen des 16. Jahrhunderts gehalten. Die Vierung wird von einem Zwiebeltürmchen überragt. Die Fassaden sind mit Elementen des Backstein-Klinkerbaus, einem vergoldeten Fries und Kacheln mit russischem Doppeladler verziert. Der Innenraum der Kirche wurde 1985 mit Fresken des russischen Kirchenmalers Adam W. Russak ausgemalt. Die Ikonen, der aus Rosenholz bestehenden Ikonostase, sind auf verzinktes Blech gemalt. Das Fresko über dem Eingang, Ikone des nicht von Hand geschaffenen Bildnisses Christi, stammt von Adam W. Russak. Ein ähnliches Kirchengebäude verwirklichte Louis Benois in den Jahren von 1897 bis 1899 mit der Russischen Kapelle in Darmstadt.

## Kirchengemeinde
Die Kirchengemeinde der Allerheiligen-Kirche gehörte anfangs zur russischen orthodoxen Diözese von Sankt Petersburg und von 1922 bis 1947 zur Jurisdiktion des Metropoliten von Paris und Westeuropa Evlogij. Seit 1947 gehört sie nach einem Beschluss des Gemeinderates zur russischen orthodoxen Kirche im Ausland. Die Allerheiligen-Kirche ist Eigentum der Stadt Bad Homburg. Von 1922 bis 1946 fanden nahezu keine Gottesdienste in der Kirche statt. Die Inneneinrichtung wurde im Bad Homburger Schloss aufbewahrt und 1946 mit Hilfe des Gemeindemitglieds Heinrich Andreas Peiker und des Priesters Leonid Kaspersky (später Erzpriester) zurückgebracht; danach wurde die Gemeinde wiederbegründet. Kaspersky folgten die Priester Jewgeni Siletzki und 1952 Priester Leonid Graf Ignatiew (später ebenfalls Erzpriester). Heute wird sie von Erzpriester Dimitri Graf Ignatiew geleitet. Die Bad Homburger Gemeinde gehört zur Kirchengemeinde des Heiligen Nikolaus in Frankfurt-Hausen. In der Kirche finden regelmäßig Gottesdienste in deutscher und kirchenslawischer Sprache statt.